# CAB (Dateiformat)
Das Dateiformat CAB (Abk. für englisch cabinet ‚Aktenschrank‘) ist ein Format zur komprimierten Archivierung von Dateien.

## Beschreibung
Die Archivdateien tragen üblicherweise die Dateinamenserweiterung .cab und haben den MIME-Typ application/vnd.ms-cab-compressed bzw. application/x-cab-compressed.
Das CAB-Format ermöglicht, mehrere Dateien in einer Archivdatei zu speichern, wobei auch Pfadinformationen mitgespeichert werden können, sowie die Dateien zusammen oder einzeln wieder zu extrahieren. Es ist auch möglich, das Archiv auf mehrere Dateien zu verteilen (beispielsweise, um große Dateien in Stücke zu teilen, die jeweils auf einen Datenträger passen).
Im CAB-Format sind die Dateien einzeln oder in Gruppen komprimiert. Einzeln komprimierte Dateien sind von Vorteil, wenn man später nur einzelne Dateien extrahieren möchte, da dann nur diese dekomprimiert werden müssen. Bei Komprimierung in Gruppen können Redundanzen zwischen den Dateien bei der Komprimierung berücksichtigt werden, sodass die Archivdatei kleiner wird. Es muss dann beim Zugriff auf eine Datei aber immer die ganze Gruppe dekomprimiert werden, sodass diese Methode nur benutzt werden sollte, wenn man sowieso meistens die ganze Gruppe extrahieren will.
Das CAB-Dateiformat benutzt drei Methoden der Datenkompression:
- Deflate, erfunden von Phil Katz, dem Autor des ZIP-Dateiformats
- Quantum, lizenziert von David Stafford, dem Autor des Quantum Archiver
- LZX, erfunden von Jonathan Forbes und Tomi Poutanen. Der Algorithmus fiel an Microsoft, als Forbes anfing, bei Microsoft zu arbeiten.

Zum Erstellen von CAB-Dateien steht unter Windows das Kommandozeilenprogramm MAKECAB und zum Entpacken die Kommandozeilenprogramme EXPAND und EXTRACT zur Verfügung.
Für die Verwendung unter Windows Mobile können CAB-Dateien außerdem durch eine XML-Datei mit Anweisungen erweitert werden. Die Paketverwaltung von Windows Mobile kann eine derart gepackte Software dann installieren und einrichten (z. B. Startmenü-Einträge erstellen oder den Standardbrowser ändern) sowie bei Bedarf deinstallieren. Es ist damit vergleichbar mit dem MSI-Dateiformat unter Windows. Erstellt werden solche installierbaren CAB-Dateien in der Regel mit Visual Studio.

## Geschichte
CAB-Dateien wurden von Microsoft ursprünglich eingeführt, um auf Disketten ausgelieferte Software zu komprimieren und die Anzahl der benötigten Disketten zu reduzieren. Heute werden sie meistens für Software auf CDs oder Downloads aus dem Internet benutzt, vor allem bei Microsoft-Software oder Software, deren Installer von Microsoft stammt. Auch Windows-Patches werden oft als selbstextrahierende CAB-Datei verteilt.

## Dateiendung für andere Dateien
Die CAB-Dateiendung wird auch von vielen Installern verwendet (InstallShield und anderen), obwohl diese nicht dasselbe Dateiformat benutzen.